# Pałac Zimowy
Pałac Zimowy (ros. Зимний дворец, Zimnij dworiec) – położony na brzegu Newy, barokowy pałac budowany w Petersburgu w latach 1754–1762 według projektu Bartolomeo Rastrellego dla Elżbiety (wzorowany był na francuskim Wersalu). Budowę ukończono po jej śmierci. Jako pierwsza zamieszkała w nim cesarzowa Katarzyna II.

## Historia
W latach 1711–1754 w mieście powstało pięć pałaców zimowych. Pierwszy „Dom Zimowy” zbudowany został dla Cara Piotra I w 1711 roku, na brzegu Zimowego Kanału, drugi – na miejscu obecnego Teatru Ermitażu (wybudowany w latach 1716–1719 według projektu architekta G.I. Mattarnowi, przebudowany w latach dwudziestych XVIII wieku według projektu architekta Domenico Trezziniego). W 1732 roku architekt Bartolomeo Rastrelli rozpoczął budowę trzeciego Pałacu Zimowego z fasadą skierowaną na rzekę Newę i Plac Pałacu. Czwarty – drewniany Pałac Zimowy został zaprojektowany również przez Rastrelliego i zbudowany w 1755 roku, przy Newskim Prospekcie. Obecny, piąty Pałac Zimowy zaprojektowany przez tegoż architekta, a wybudowano w latach 1754–1762 w stylu barokowym. Po wielkim pożarze, do jakiego doszło w 1837 roku, na rozkaz Mikołaja I został on szybko odbudowany. Ma 1057 sal i pokojów, 1786 drzwi wewnętrznych i 1945 okien.
Pałac był zimową rezydencją carów Rosji. W 1905 r. plac przed budynkiem był miejscem tak zwanej krwawej niedzieli, która stała się bezpośrednią przyczyną wybuchu rewolucji 1905 r. Do Pałacu dotarł prowadzony przez Gieorgija Gapona pochód robotników, trzymających w rękach ikony i portrety cara Mikołaja II Romanowa, w celu wręczenia mu petycji z żądaniami. Car był jednak nieobecny, a dowodzący tajną policją wielki książę Włodzimierz Romanow, po nieudanych próbach zatrzymania robotników, wydał rozkaz ich ostrzelania. Zginęło ponad 100 osób, ok. 1000 zostało rannych. 
Po upadku caratu w lutym 1917 roku część pałacu zamieniono na szpital, a część zajmowała siedziba Rządu Tymczasowego. Zajęcie pałacu przez bolszewików 7 listopada 1917 jest jednym z symboli rewolucji październikowej. Słynna scena filmowa Eisensteina Szturm na Pałac Zimowy jest apokryficzna – pałacu broniła jedynie kompania kobieca.
W 1918 r. część, a w 1922 r. wszystkie zabudowania przekazano Państwowemu Muzeum Ermitaż. Obecnie Pałac Zimowy i Plac Pałacowy stanowi rdzeń miasta i jest jednym z jego głównych obiektów turystycznych.

## Galeria

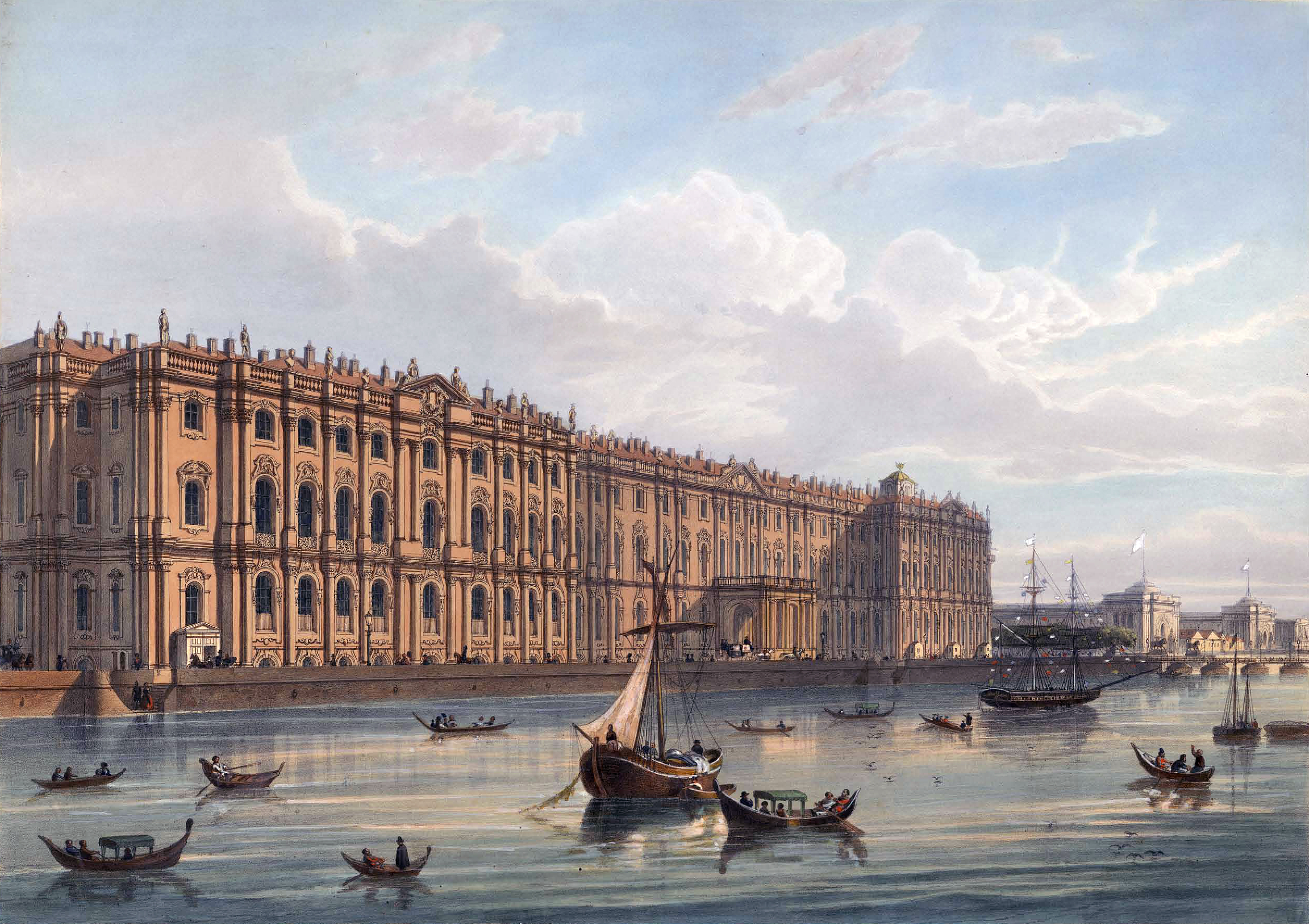
Pałac Zimowy na litografii z XIX wieku
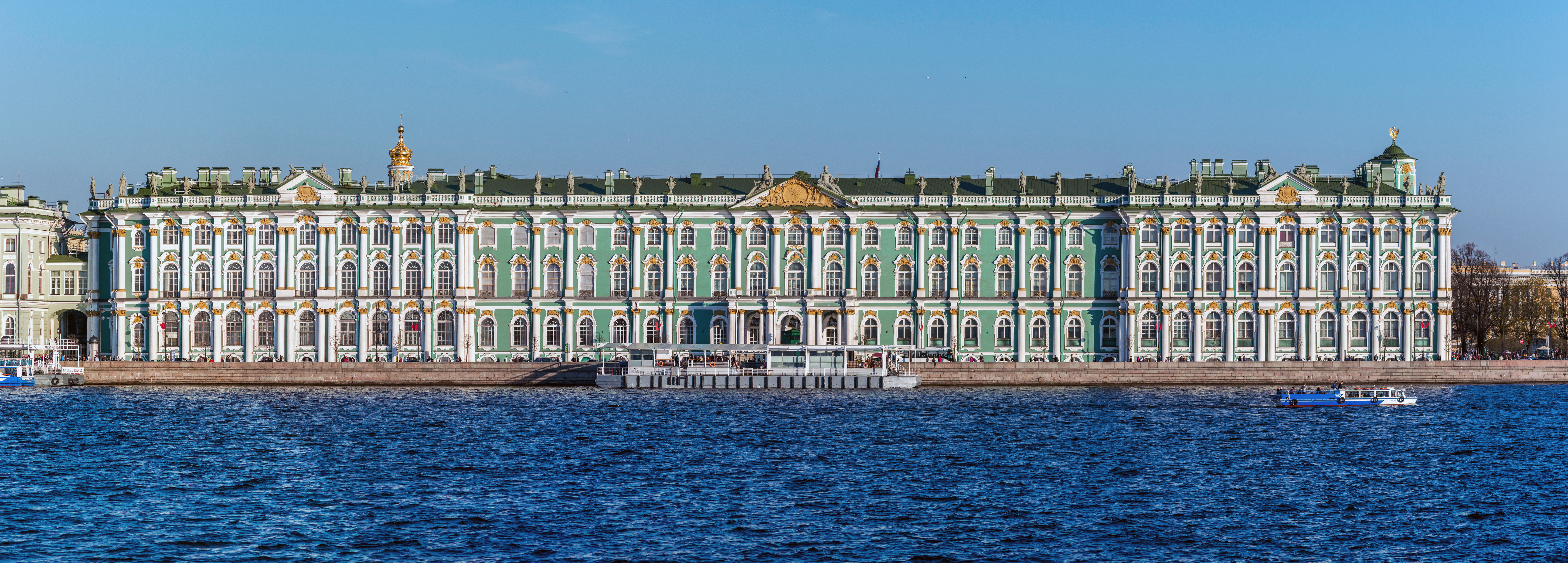
Pałac Zimowy od strony Newy
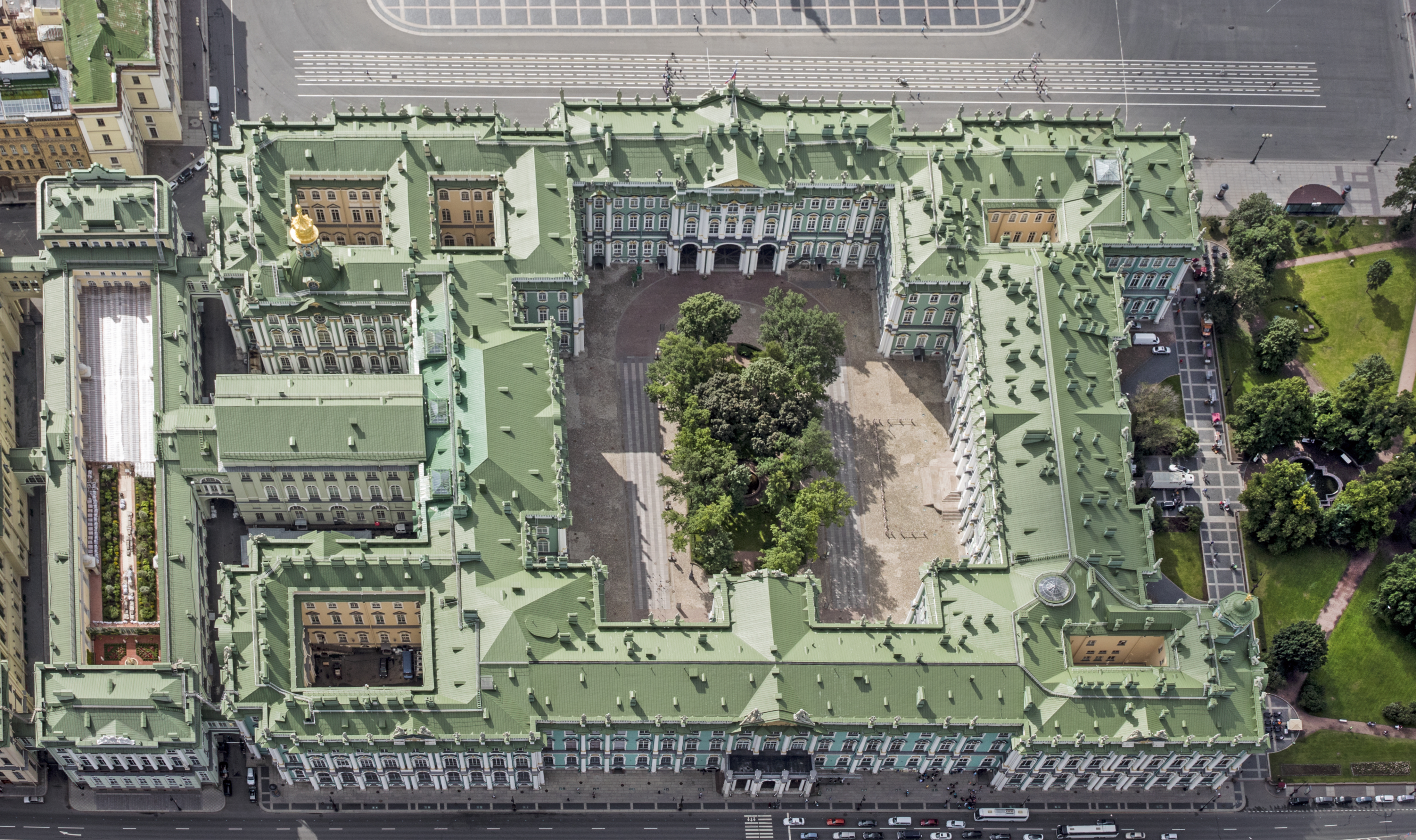
Pałac widziany z lotu ptaka